# František Antonín Berka z Dubé
František Antonín hrabě Berka z Dubé (1635/1649? – 24. dubna 1706, Vídeň) byl český šlechtic, poslední mužský potomek starého rodu Berků z Dubé. Jako dědic majetku po několika příbuzných patřil k nejbohatším šlechticům v Čechách (Rychmburk, Jablonné v Podještědí). Uplatnil se jako významný diplomat ve službách Leopolda I., byl vyslancem v severských zemích a nakonec velvyslancem v Benátkách. Proslul také jako sběratel umění, mecenáš katolické církve a barokní architektury, financoval stavbu kostela sv. Vavřince a sv. Zdislavy v Jablonném v Podještědí.

## Původ a majetkové poměry

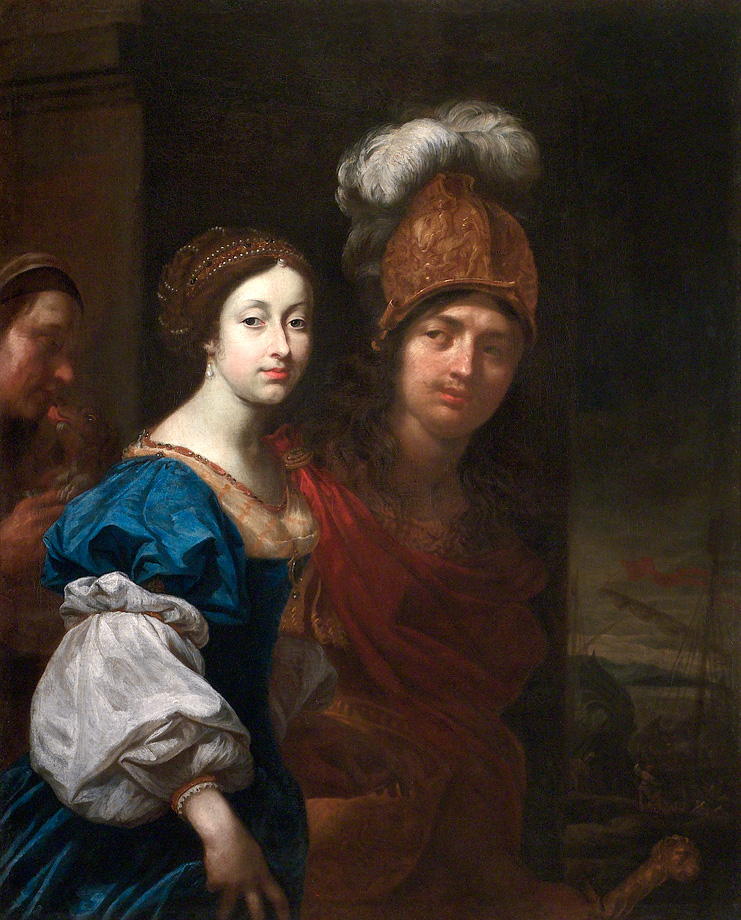
Karel Škréta: Paris a Helena (stylizovaný portrét Františka Antonína Berky a jeho manželky Luisy, rozené Montecuccoli, 1672; Národní galerie Praha

Narodil se jako mladší syn prezidenta české komory hraběte Jindřicha Volfa Berky z Dubé († 1650) a jeho druhé manželky Eleonory z Lobkovic, později provdané Nosticové. Po otci původně zdědil panství Jablonné v Podještědí (1650), po smrti staršího bratra Františka Karla převzal i Malešov u Kutné Hory (1663). Malešovské panství s 22 vesnicemi prodala poručnická správa kvůli dluhům v roce 1666 Šporkům. František Antonín jako poslední žijící potomek Berků z Dubé zdědil i rozsáhlý majetek vymřelé východočeské větve (1654), fakticky ale panství Rychmburk a Rosice převzal až po patnáctiletém soudním sporu v roce 1669. Po dobu jeho nezletilosti vedla správu majetku matka Eleonora, rozená z Lobkovic, a teta Eliška Barbora Berková, provdaná Valdštejnová. Problematické nároky uplatňoval také na panství Dačice, o něž vedl soudní spor s Fürstenbergy Ve Vídni vlastnil palác ve čtvrti Josefstadt.

## Diplomat a mecenáš

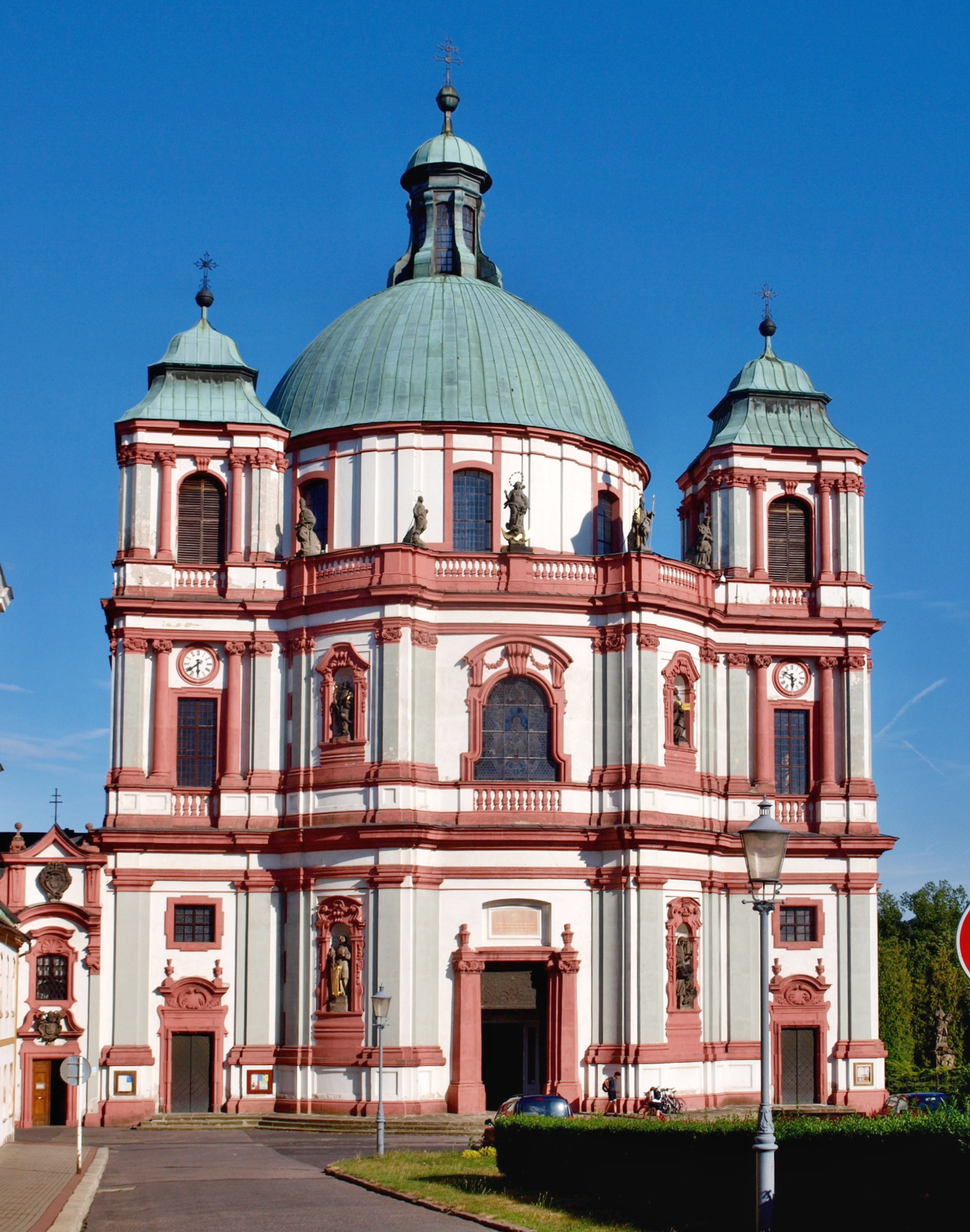
Bazilika svatých Vavřince a Zdislavy v Jablonném v Podještědí

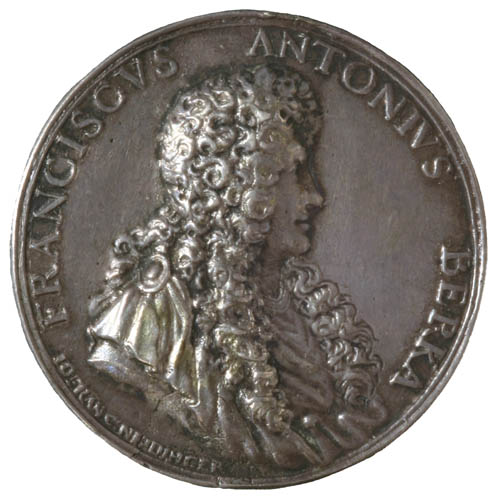
Medaile z roku 1699, kterou si nechal František Antonín Berka z Dubé zhotovit na počátku své benátské ambasády, aby ji mohl rozdávat při svém oficiálním slavnostním vjezdu do města 28. července 1700.

Absolvoval kavalírskou cestu, během níž vznikl jeho portrét v Římě (1670), dnes v majetku Národní galerie, podle dochovaných pramenů krátce studoval na univerzitě v Sieně. V roce 1672 se oženil s Luisou Montecuccoliovou, dcerou významného císařského vojevůdce a státníka knížete Raimunda Montecuccoliho (1608–1680) a jeho manželky Marie Markéty rozené z Ditrichštejna.
Veřejné působení zahájil jako přísedící zemského soudu (1676), jako bohatý český šlechtic a zeť předního habsburského ministra vstoupil do diplomatických služeb, poprvé působil koncem 70. let 17. století ve Španělsku, poté byl císařským vyslancem v Kodani, Stockholmu, Haagu a hanzovních městech. Vrcholem jeho diplomatické kariéry byl post velvyslance v Benátkách (1700–1704). Ještě před koncem této mise byl jmenován nejvyšším maršálkem Českého království (1703–1706). Mimoto byl císařským komořím, tajným radou a místodržícím Českého království.
Od svého prvního pobytu v Itálii budoval systematickou obrazovou sbírku, kupoval díla renesančních italských a nizozemských malířů, kromě toho si řadu obrazů nechal namalovat na zakázku. Vysoké nároky na dlouholetou diplomatickou reprezentaci jej přivedly do finančních problémů, a to i přes vysoké příjmy z českých panství. Jeho dluhy dosáhly výše čtvrt miliónu zlatých a v roce 1693 musel vyhlásit osobní bankrot, poté došlo k rozprodeji uměleckých sbírek. Přes finanční nesnáze patřil i poté k významným mecenášům a dotoval stavbu kostela sv. Vavřince a sv. Zdislavy v Jablonném v Podještědí (projektantem byl císařský architekt Johann Lucas von Hildebrandt). Kromě toho hned po převzetí majetku rychmburského a rosického panství nechal provést významné stavební úpravy na hradě Rychmburku, v sousedství zámku v Rosicích zřídil jízdárnu a zahradu (1678).
František Antonín Berka z Dubé zemřel bez potomstva ve Vídni 24. dubna 1706 a jeho smrtí rod Berků vymřel. Největší dědický podíl (Rychmburk, Rosice) převzala jeho sestřenice[zdroj?] Františka Rozálie Berková, provdaná Kinská († 1714[zdroj?]). Ta později koupila i Jablonné v Podještědí, které původně zdědil Františkův nevlastní bratr Antonín Jan Nostic. Hrabě Nostic také převzal post nejvyššího maršálka Českého království.